# Recent Songs
Recent Songs ist das sechste Studioalbum des kanadischen Musikers Leonard Cohen.

## Entstehung und Veröffentlichung
Die Erstveröffentlichung von Recent Songs erfolgte am 27. September 1979 bei CBS Records. Das Album erschien in seiner Originalausführung als LP mit zehn Titeln (Katalognummer: 86 097). Im Jahr 1990 erschien es erstmals als CD-Ausführung (Katalognummer: CK 36264). Liveversionen einiger Lieder des Albums sind auf Field Commander Cohen: Tour of 1979 zu finden.
Geschrieben und produziert wurden alle Lieder vom Interpreten selbst, mit Ausnahme des Traditionals Un Canadien errant. Bei der Produktion erhielt Cohen Unterstützung durch Henry Lewy.

## Stil
Nach dem für Cohen untypischen Album Death of a Ladies’ Man war Recent Songs eine Rückkehr zu akustischer Folkmusik.

## Titelliste
Seite 1
1. The Guests – 6:40
2. Humbled in Love – 5:15
3. The Window – 5:56
4. Came So Far for Beauty – 4:04
5. The Lost Canadian (Un Canadien errant) – 4:42

Seite 2
1. The Traitor – 6:16
2. Our Lady of Solitude – 3:13
3. The Gypsy’s Wife – 5:13
4. The Smokey Life – 5:19
5. Ballad of the Absent Mare – 6:26

## Rezensionen
Recent Songs wurde von der Zeitschrift Rolling Stone besprochen. Mit Recent Songs hätte Leonard Cohen „endlich gelernt, Musik als eine andere Art von Farbe zu verwenden“. Dabei würden „die Akzente des Ostens die Rhythmen des Westens würzen, während mittelalterliche Symbole und moderne Sprache zusammenkommen, um die Lieder sowohl zeitlich als auch räumlich frei schwingen“. Die Autorin meint, dass es auf „Recent Songs“ keinen Song gäbe, „der nicht etwas zu bieten hat – obwohl ‚Humbled in Love‘ und ‚Came So Far for Beauty‘ Felder sind, die Cohen, dieser Teilpächter der Romantik, schon oft gepflügt hat“. Für sie sind mindestens vier oder fünf Songs vollwertige Meisterwerke.
Im Jazziz Magazine wird hervorgehoben, dass Leonard Cohen mit Recent Songs zu den akustischen Folk-Klängen seiner früheren Albums zurückgekehrt sei. Recent Songs stellte für Cohen einen Neuanfang dar, „eine Rückkehr zu seinem akustischen Folk-Stil“. Aber auch Jazz- und Gypsy-Folk-Einflüsse nehme er mit dem Album auf.
William Ruhlmann schreibt zu der LP auf AllMusic, dass es mit dem Album eine musikalisch eine Rückkehr zum Gypsy-Folk-Sound seiner frühen Platten gegeben hätte, nachdem Phil Spector dem Vorgänger „Death of a Ladies’ Man“ unpassende Arrangements aufgezwungen hätte. Während sein Schreiben in den 1970er Jahren in den Büchern „The Energy of Slaves“ und „Death of a Lady’s Man“ sowie in seinen Texten zunehmend bitterer und wütender geworden sei, würde er mit „Recent Songs“ eine neue Gelassenheit zeigen, die mit dem ersten Stück „The Guests“ begonnen hätte. „Obwohl ‚Recent Songs‘ oft abstrakt ist, deutete es darauf hin, dass Cohen nach einer langen dunklen Zeit ein gewisses Gleichgewicht wiedererlangt hatte.“

## Chartplatzierungen
| ChartsChartplatzierungen | Höchstplatzierung | Wochen/ Monate |
| ------------------------ | ----------------- | -------------- |
| Deutschland (GfK)        | 56 (8 Wo.)        | 8 Wo.          |
| Österreich (Ö3)          | 24 (1 Mt.)        | 1 Mt.          |